# 畠山義躬
畠山 義躬（はたけやま よしかた）は、江戸時代中期の高家旗本。通称は左門、主計。能登畠山氏高家4代当主。

## 略歴
高家肝煎畠山義寧の長男として誕生。
元禄11年（1698年）8月14日、5代将軍・徳川綱吉に御目見する。享保18年（1733年）12月4日、父の隠居により家督を相続する。
元文5年（1740年）1月21日に死去、享年53。家督は婿養子・義紀（上杉吉憲の三男）が継いだ。